# Боклет, Карл Мария фон
Карл Мария фон Боклет (нем. Carl Maria von Bocklet; 30 ноября 1801, Прага — 15 июля 1881, Вена) — австрийский пианист, композитор и музыкальный педагог.
Учился в Праге у Фридриха Диониса Вебера. В 1820 обосновался в Вене, начав свою исполнительскую карьеру как скрипач. Затем, однако, приобрёл известность как концертирующий пианист и, прежде всего, как пропагандист музыки Франца Шуберта: в частности, фон Боклет был первым исполнителем двух фортепианных трио Шуберта (1827, вместе с Игнацем Шуппанцигом и Йозефом Линке), ему посвящена фортепианная соната Шуберта ре мажор Op. 50. Практиковал также как музыкальный педагог, среди его учеников Эдуард Маркссен и Луи Кёлер. Автор ряда фортепианных композиций, участник известного коллективного проекта «Союз музыкантов Отечества».